# Gaeumannomyces
Genre
Gaeumannomyces est un genre de champignons ascomycètes de la famille des Magnaporthaceae.
Plusieurs espèces de ce genre sont des champignons phytopathogènes, notamment Gaeumannomyces graminis dont plusieurs variétés sont responsables de la maladie du piétin-échaudage chez le blé, l'avoine et le maïs.

## Liste d'espèces
Selon Catalogue of Life (26 juin 2015) :
- Gaeumannomyces amomi Bussaban, Lumyong, P. Lumyong, McKenzie & K.D. Hyde 2001
- Gaeumannomyces caricis J. Walker 1980
- Gaeumannomyces cylindrosporus D. Hornby, Slope, Gutter. & Sivan. 1977
- Gaeumannomyces graminis (Sacc.) Arx & D.L. Olivier 1952
- Gaeumannomyces licualae J. Fröhl. & K.D. Hyde 2000
- Gaeumannomyces medullaris Kohlm., Volkm.-Kohlm. & O.E. Erikss. 1995
- Gaeumannomyces wongoonoo P. Wong 2002

Selon Index Fungorum (26 juin 2015) :
- Gaeumannomyces amomi Bussaban, Lumyong, P. Lumyong, McKenzie & K.D. Hyde 2001
- Gaeumannomyces caricis J. Walker 1980
- Gaeumannomyces graminis (Sacc.) Arx & D.L. Olivier 1952
- Gaeumannomyces licualae J. Fröhl. & K.D. Hyde 2000
- Gaeumannomyces wongoonoo P. Wong 2002

## Liste des espèces et variétés
Selon NCBI (26 juin 2015) :
- Gaeumannomyces amomi
- Gaeumannomyces caricis
- Gaeumannomyces graminis
  - variété Gaeumannomyces graminis var. avenae
  - variété Gaeumannomyces graminis var. graminis
  - variété Gaeumannomyces graminis var. maydis
  - variété Gaeumannomyces graminis var. tritici
    - variété Gaeumannomyces graminis var. tritici R3-111a-1
- Gaeumannomyces oryzinus
- Gaeumannomyces radicicola